# Пекинский военный округ
Пекинский военный округ — один из семи бывших военных округов КНР. Образован в 1948 году. В его состав входили 27-я, 38-я и 65-я общевойсковые армии. По состоянию на 2008 год командующим округом являлся Фан Фэнхуэй, комиссаром округа — Фу Гуйтин.
1 февраля 2016 года округ расформирован. Воинские части вошли в состав новообразованных Северного и Центрального военного округов.

## Состав
27-я армия: 80-я, 81-я, 235-я мотострелковые бригады, 13 танковая бригада, артиллерийская бригада и смешанная ракетно-артиллерийская бригада ПВО. 38-я армия: 112-я и 113-я механизированные пехотные дивизии, 6-я танковая дивизия, 8-й корпус армейской авиации, артиллерийская бригада, четыре ракетно-артиллерийских бригады ПВО. 65-я армия: 193-я, 194-я и 195-я механизированные пехотные бригады, 207-я танковая бригада, 4 корпуса армейской авиации, артиллерийский дивизион и артиллерийская бригада ПВО.